# Roy Lewis
Roy Lewis (* 6. November 1913 in Felixstowe, England; † 1996) war ein britischer Schriftsteller und Journalist.
Roy Lewis wuchs in Birmingham auf und studierte an der Universität Oxford, wo er 1934 seinen Bachelor of Arts erlangte. Danach studierte er an der London School of Economics und arbeitete zunächst als Ökonom. Später begann er sich für Journalismus zu interessieren und arbeitete unter anderem für den Economist und die Times. Sein Roman The Evolution Man diente Jamel Debbouze als Vorlage für den Animationsfilm Pourquoi j'ai pas mangé mon père.

## Werke
- 1960: What We Did to Father, auch veröffentlicht als The Evolution Man und Once Upon an Ice Age (deutsche Ausgabe: „Edward Roman aus dem Pleistozän“, Unionsverlag Zürich, 1995, ISBN 3-293-20107-5)